# حمى بونتياك
حمى بونتياك هي مرض حاد غير قاتل يصيب الجهاز التنفسي وتسببها أنواع مختلفة من بكتيريا سلبية الغرام من جنس بكتيريا فيلقية. تؤدي إلى التهاب خفيف للجهاز التنفسي العلوي يشبه الإنفلونزا الحادة. حمى بونتياك تضمحل تلقائياً، وغالباً ما تزول من دون تشخيص. وتحدث كل من حمى بونتياك وداء الفيالقة بسبب نفس البكتيريا، ولكن حمى بونتياك لا تشمل الالتهاب الرئوي.
حمى بونتياك سميت على مدينة بونتياك (ميشيغان) حيث تم اكتشاف الحالة الأولى. في عام 1968، أصيب العديد من العمال في إدارة المقاطعة للصحة بحمى وأعراض انفلونزا خفيفة، ولكن من دون التهاب رئوي. بعد انتشار داء الفيالقة في فيلادلفيا عام 1976، أعادت إدارة الصحة في ميشيغان فحص عينات الدم واكتشفت أن العمال كانوا مصابين ببكتيريا تم التعرف عليها حديثاً وهي البكتيريا الفيلقية المستروحة. تفشي آخر كان في المملكة المتحدة في أؤائل عام 1988 سببته البكتيريا الفيلقية المقدادية، سُمي بحمى لوكقولهيد. ومنذ ذلك الوقت، تم التعرف على أنواع أخرى من البكتيريا الفيلقية تسبب حمى بونتياك، وبالأخص في نيوزيلندا في عام 2007 حيث تم اكتشاف البكتيريا الفيلقية اللونغبيتشية. كما كان تفشي حمى بونتياك في نيوزيلندا هي المرة الأولى التي تم فيها إيجاد علاقة بين الحمى وتربة الأصايص.

## الأنواع المسببة
أنواع البكتيريا الفيلقية المسببة لحمى بونتياك تشمل الفيلقية المستروحة، الفيلقية اللونغبيتشية، الفيلقية الفيلية، الفيلقية المقدادية، والفيلقية الغير متساوية

## انتشار الوباء
من المعروف أن حمى بونتياك لها فترة حضانة قصيرة تتراوح من 1-3 أيام. ولم يتم الإبلاغ عن وفيات والحالات تضمحل تلقائياً بدون علاج. وغالبا لا يتم التبليغ عن الحالات. العمر والجنس والتدخين لا تبدو أنها من عوامل الخطر. يبدو أن حمى بونتياك تصيب الشباب في سن 29، 30، و32. آلية المرض لحمى بونتياك غير معروفة جيداً.

## المستودع
مصادر العوامل المسببة هي الأنظمة المائية وتربة الأصايص. في نيوزلندا في يناير كانون الثاني عام 2007، تم اكتشاف سبب الانتشار الأول الذي كان سببه استنشاق رذاذ تربة الأصايص. وأطيب ما مجموعه 10 من العاملين في حضانة بحمى بونتياك. كان المرة الأولى في التعرف على البكتيريا الفيلقية اللونغبيتشية.

## الانتقال
حمى بونتياك لا تنتقل من شخص إلى آخر. يتم الحصول عليها من خلال رذاذ من قطرات الماء و/أو تربة الأصايص تحتوي على بكتيريا فيلقية.